# Кисельов Іван Олександрович (танкіст)
Іван Олександрович Кисельов (1920—2008) — учасник Другої світової війни, командир танкового взводу 3-го танкового батальйону 65-ї танкової бригади 11-го танкового корпусу 69-ї армії 1-го Білоруського фронту, Герой Радянського Союзу, старший лейтенант.

## Біографія
Народився в сім'ї службовця. Росіянин.
Закінчив семирічну школу в рідному селі, потім школу фабрично-заводського навчання в місті Бєлорєцьку (Башкортостан). Працював на сталепроволочному заводі Бєлорєцького металургійного комбінату. У 1938 році вступив до Давлекановського сільськогосподарського технікуму, закінчив два курси.
До лав РСЧА покликаний Давлекановським райвійськкоматом Башкирської АРСР в жовтні 1940 року. В період проходження служби закінчив курси молодших лейтенантів, в 1943 році - 2-е Харківське військове танкове училище. На фронті з травня 1943 року. Член ВКП/КПРС з 1943 року.
Особливо відзначився в ході Вісло-Одерської наступальної операції. 15 січня 1945 року його взвод розгромив відступаючу артилерійську колону і дві колони автомашин в районі населеного пункту Юзефув, в 5 кілометрах на захід від польського міста Зволень. 18 січня 1945 року в боях за польське місто Лодзь І.О. Кисельов знищив два танки, чотири гармати і декілька солдатів противника.
Після війни продовжив службу в Збройних Силах СРСР. У 1949 році закінчив командний факультет Військової академії бронетанкових військ і академічні курси при Військовій академії імені М.В. Фрунзе. Командував полком, дивізією.
Депутат Верховної Ради СРСР в 1950—1954 роках.
Постановою Ради Міністрів СРСР від 25 жовтня 1967 року полковнику Кисельову Івану Олександровичу присвоєно військове звання «генерал-майор».
В останні роки, перед відходом у відставку в 1981 році, займав посаду заступника командира корпусу. Жив в місті Москві.
Помер 3 січня 2008 року. Похований у Москві на Троєкуровському цвинтарі (ділянка № 7).

## Нагороди
- Указом Президії Верховної Ради СРСР від 27 лютого 1945 року за зразкове виконання бойових завдань командування і проявлені при цьому геройство і мужність» старшому лейтенанту Кисельову Івану Олександровичу присвоєно звання Героя Радянського Союзу з врученням ордена Леніна і медалі «Золота Зірка» (№ 5157).

Нагороджений:
- двома орденами Червоного Прапора;
- орденом Олександра Невського;
- двома орденами Вітчизняної війни 1-го ступеня;
- орденом Червоної Зірки;
- орденом «За службу Батьківщині у Збройних Силах СРСР» III ступеня;
- орденом «Знак Пошани»;
- медалями.

## Пам'ять
- У 2005 році ім'я І.О. Кисельова занесено на Дошку Пошани Хорошевського району м. Москви.
- У музеї Героїв-жителів Хорошевського району в школі-інтернаті № 42 є стенд з висвітленням його ратних і трудових подвигів.

У 2011 році встановлено погруддя в селі Архангельське рес. Башкортостан